# سان ماوریتزیو داوپالیو
سان ماوریتزیو داوپالیو (به ایتالیایی: San Maurizio d'Opaglio) یک کومونه در ایتالیا است که در استان نووارا واقع شده‌است. سان ماوریتزیو داوپالیو ۸٫۳ کیلومتر مربع مساحت و ۳٬۰۶۴ نفر جمعیت دارد و ۳۷۳ متر بالاتر از سطح دریا واقع شده‌است.